# Fonds d'archives communistes libertaires
 (mars 2025).
Le Fonds d’archives communistes libertaires est conservé au Musée de l’histoire vivante, à Montreuil. Il met gratuitement à disposition des étudiants, chercheurs et historiens, près de 190 cartons d’archives sur l’histoire du mouvement communiste libertaire depuis 1944 : journaux nationaux, locaux, bulletins de boîte, circulaires internes, tracts, affiches, autocollants, drapeaux, , etc.
Les documents sont consultables aux heures d'ouverture du musée.

## Origine
En septembre 2015, Alternative libertaire et le Musée de l’histoire vivante ont signé une convention de dépôt. L’organisation reste propriétaire des archives, mais leur conservation est déléguée au dépositaire.
Dans un premier temps, 70 cartons contenant des archives de l’UTCL, du CJL et d’AL ont été constitués. Puis s’y sont agrégés plus de 120 cartons issu des donations privées permettant de couvrir de nombreuses autres organisations (FCL, ORA, UGAC, MCL...).
Le FACL a été inauguré le 29 janvier 2017.